# Fortunato Yambao
Fortunato Yambao, né le 16 octobre 1912, à Masantol, aux Philippines et décédé le 23 juin 1970, est un ancien joueur de basket-ball philippin.